# Augerolles
Augerolles település Franciaországban, Puy-de-Dôme megyében. Lakosainak száma 864 fő (2022. január 1.). Augerolles Aubusson-d’Auvergne, Courpière, Olliergues, Olmet, La Renaudie, Sauviat, Tours-sur-Meymont, Vollore-Montagne és Vollore-Ville községekkel határos.

## Népesség
A település népességének változása:
| Lakosok száma | 861  | 883  | 915  | 888  | 887  | 887  | 879  | 872  | 864  |
|               | 2013 | 2015 | 2016 | 2017 | 2018 | 2019 | 2020 | 2021 | 2022 |